# Trädgårdsaster
Trädgårdsaster (Callistephus chinensis) är en växt som kommer ursprungligen från Kina och Japan. Den finns i många olika typer: Dvärgastrar (70 cm höga) som blommar tidigt, Prinsessastrar, som finns i rosa eller blandade färger och Strålastrar med kronblad som för tankarna till strålar.

### Fotnoter
1. ↑  Tingdal,B:"Sommarblommor och lökväxter", Semic AB, 1995, sid.16.